# Sonta
Sonta (izvirno srbsko Сонта) je naselje v Srbiji, ki upravno spada pod Občino Apatin; slednja pa je del Zahodnobačkega upravnega okraja.

## Demografija
V naselju živi 4086 polnoletnih prebivalcev, pri čemer je njihova povprečna starost 41,3 let (39,1 pri moških in 43,4 pri ženskah). Naselje ima 1816 gospodinjstev, pri čemer je povprečno število članov na gospodinjstvo 2,75.
V času zadnjih treh popisov je opazno zmanjšanje števila prebivalcev.
|  |

| Demografija | Demografija     | Demografija     |
| Leto        | Št. prebivalcev | Št. prebivalcev |
| ----------- | --------------- | --------------- |
|             |                 |                 |
|             |                 |                 |
|             |                 |                 |
|             |                 |                 |
| 1948        | 7781            |                 |
| 1953        | 7604            |                 |
| 1961        | 7278            |                 |
| 1971        | 6951            |                 |
| 1981        | 6313            |                 |
| 1991        | 5990            | 5526            |
| 2002        | 5306            | 4992            |
|             |                 |                 |

| Etnična sestava po popisu iz leta 2002 | Etnična sestava po popisu iz leta 2002 | Etnična sestava po popisu iz leta 2002 | Etnična sestava po popisu iz leta 2002 | Etnična sestava po popisu iz leta 2002 |
| -------------------------------------- | -------------------------------------- | -------------------------------------- | -------------------------------------- | -------------------------------------- |
| Hrvati                                 | Hrvati                                 |                                        | 2.966                                  | 59,41%                                 |
| Srbi                                   | Srbi                                   |                                        | 975                                    | 19,53%                                 |
| Madžari                                | Madžari                                |                                        | 267                                    | 5,34%                                  |
| Romuni                                 | Romuni                                 |                                        | 211                                    | 4,22%                                  |
| Romi                                   | Romi                                   |                                        | 138                                    | 2,76%                                  |
| Jugoslovani                            | Jugoslovani                            |                                        | 59                                     | 1,18%                                  |
| Nemci                                  | Nemci                                  |                                        | 12                                     | 0,24%                                  |
| Albanci                                | Albanci                                |                                        | 6                                      | 0,12%                                  |
| Muslimani                              | Muslimani                              |                                        | 5                                      | 0,10%                                  |
| Makedonci                              | Makedonci                              |                                        | 5                                      | 0,10%                                  |
| Slovenci                               | Slovenci                               |                                        | 3                                      | 0,06%                                  |
| Slovaki                                | Slovaki                                |                                        | 3                                      | 0,06%                                  |
| Rusini                                 | Rusini                                 |                                        | 1                                      | 0,02%                                  |
| Goranci                                | Goranci                                |                                        | 1                                      | 0,02%                                  |
| Neznano                                | Neznano                                |                                        | 1                                      | 0,02%                                  |